# جون ميدلتون (دراج)
جون ميدلتون (بالإنجليزية: John Middleton)‏ مواليد 21 يونيو 1906 في كوفنتري، وركشير، إنجلترا - الوفاة 24 يناير 1991 في وسترشير، إنجلترا، كان دراج إنجليزي. سبق أن شارك في دورة الألعاب الأولمبية الصيفية وفاز بميدالية أولمبية.

## الميداليات
| الميدالية | المسابقة                       |
| --------- | ------------------------------ |
| فضية      | الألعاب الأولمبية الصيفية 1928 |

## روابط خارجية
- جون ميدلتون على موقع أرشيف الدراجات (الإنجليزية)
- جون ميدلتون على موقع إحصائيات الدراجات الإحترافية (الإنجليزية)
- جون ميدلتون على موقع أوليمبيديا (الإنجليزية)
- profile